# Internationale Zeebodemautoriteit
De Internationale Zeebodemautoriteit ((en) International Seabed Authority, ISA; (fr) Autorité internationale des fonds marins) is een intergouvernementeel orgaan dat is gevestigd in Kingston (Jamaica). De instelling werd opgericht om alle activiteiten te organiseren, te reguleren en te controleren op het gebied van mineralen op de zeebodem in de internationale wateren, buiten de grenzen van de nationale jurisdicties. Die zone omvat de meeste oceanen van de wereld. De Internationale Zeebodemautoriteit is in 1994 opgericht in het kader van het VN-Zeerechtverdrag.

## Structuur

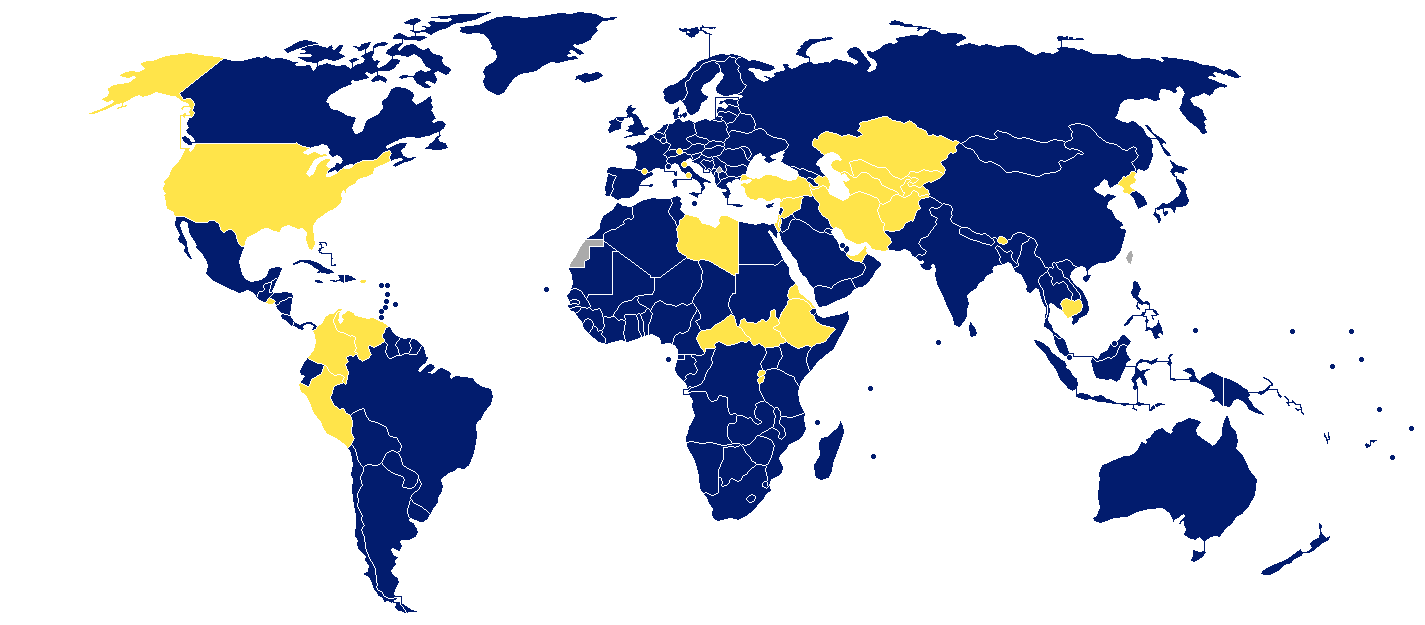
Lidstaten
Lidstaten
Waarnemende staten
Geen lid

Het hoogste orgaan van ISA is de Assemblee van de lidstaten. In 2020 telde ISA 168 leden: 167 lidstaten van het VN-Zeerechtverdrag, en de Europese Unie.
Het dagelijks beleid wordt gevoerd door een Bestuur van 18 leden, in 2017 voor 5 jaar gekozen door de Assemblee. Secretaris-generaal is de Brit Michael Lodge, voor een vierjarige termijn (2017-2020). Hij volgde de Ghanees Nii Allotey Odunton op, die sedert 2008 twee opeenvolgende termijnen aan het hoofd stond. ISA beschikt daarnaast over een secretariaat, een financieel comité en gespecialiseerde commissies.

## Exploratiecontracten
Op basis van het VN-Zeerechtverdrag werd in 2001 een tiental langetermijncontracten verleend voor de exploratie van mangaanknollen. Op een na liggen deze exploratiezones alle in de Clarion-Clipperton-Zone, een breuklijn in het zuiden van de Grote Oceaan. In 2020 was nog voor geen van deze exploraties een commerciële exploitatie gepland.
Voor enkele andere oceaangebieden werden ook enkele contracten verleend, meer bepaald voor de Indische Oceaan en voor de Atlantische Oceaan.

## Mijnbouwverordening
Een van de opdrachten van de Autoriteit is het opstellen en goedkeuren van een mijnbouwverordening, die over hele wereld de mijnexploitatie van de zeebodem moet regelen. Het was de bedoeling de ontwerpteksten goed te keuren op de Algemene Vergadering van juli 2020. Op de jaarvergadering van maart 2023 werd echter geen overeenstemming gevonden.
Organisaties die ijveren voor het natuurbehoud in de oceanen, verenigd in de Deep Sea Conservation Coalition (DSCC), waren verontrust nadat de Eilandstaat Nauru in juli 2021 namens Nauru Ocean Resources Inc, een dochteronderneming van het Canadese diepzeemijnbouwbedrijf The Metals Company, een juridisch achterdeurtje bekwam dat bekend staat als de "tweejarenregel". Dit achterpoortje houdt in dat staten binnen 24 maanden regelgeving voor diepzeemijnbouw moeten opstellen en goedkeuren, of anders moeten overwegen aanvragen voor mijnbouwvergunningen die na de termijn van twee jaar worden ingediend, "voorlopig" goed te keuren.
In maart 2020 deed David Attenborough een oproep aan de regeringen om mijnexploitatie van de zeebodem te verbieden, nu onderzoek waarschuwde voor onherstelbare schade aan de ecosystemen die het leven in de oceaan ondersteunen.